# Paul Drewes
Paul Drewes (ur. 2 kwietnia 1982 r. w Ten Boer) – holenderski wioślarz, reprezentant Holandii w wioślarskiej czwórce bez sternika wagi lekkiej podczas Letnich Igrzysk Olimpijskich w Pekinie.

## Osiągnięcia
- Mistrzostwa Świata – Monachium 2007 – czwórka bez sternika wagi lekkiej – 10. miejsce[1][2].
- Igrzyska Olimpijskie – Pekin 2008 – czwórka bez sternika wagi lekkiej – 6. miejsce[1][2].
- Mistrzostwa Europy – Montemor-o-Velho 2010 – dwójka bez sternika wagi lekkiej – 2. miejsce[2].